# 西山国師遺跡霊場
西山国師遺跡霊場（せいざんこくしいせきれいじょう）は、浄土宗西山派（西山浄土宗、浄土宗西山禅林寺派、浄土宗西山深草派）の祖で、法然の高弟である証空（西山国師あるいは西山上人ともいう）ゆかりの寺社21箇所を巡る霊場巡拝である。
札番付き寺院の数にちなみ、西山国師十六霊場あるいは西山国師十六遺跡霊場とも言い、朱印には西山国師十六霊場と書かれている。1976年に西山三派によって設立された「三山遺跡顕彰会」によって創設された霊場巡りで、札番付き寺社16箇所のほかに、客番の寺社が5箇所となっている。当霊場は西山国師・証空の足跡を巡る霊場であるので、浄土宗西山三派の寺院だけでなく、浄土宗（鎮西派）や浄土真宗の浄土系の寺院も含まれているのはもちろん、真言宗系や天台宗系寺院も含まれているほか、神仏習合の影響で神社も含まれている（本地垂迹では八幡神の本地仏は阿弥陀如来とされている）。1976年から1977年にかけて専用の納経帳である「宝印帳」やガイドブックも発行されている。
札所は近畿地方に所在する寺院が多いが、近畿地方以外も福島県、東京都、神奈川県、新潟県、長野県、石川県、愛知県、岐阜県など西山国師・証空が足跡を記した1都2府10県にわたり、日本の霊場巡りでも最も広範囲に霊場が散らばっているもののひとつである。西山国師・証空の知名度が弘法大師・空海や円光大師・法然らに比較して低いことや、浄土宗西山3派の規模が鎮西派などに比べて小さいこと、あまりに広範囲に広がる巡礼地を巡ることの困難さから、巡礼を始めるのに二の足を踏む人が多いこと、現在では寺院側も積極的にPRをしていないことなどから、現在は巡礼する人は極めて少ない。
しかし、浄土宗西山深草派の総本山である誓願寺では204年3月現在でも1977年発行の専用納経帳が販売されており、インターネットでの通信販売も行っている。また、比較的札所が集中している近畿地方では現在でも月に数人以上の巡礼者が各寺院を巡って朱印を求めるとされているほか、三鈷寺や當麻寺奥院で寺院で有料拝観の際に渡されるパンフレットや浄橋寺で無料で配布されるパンフレットには、西山国師遺跡霊場札所であることが明記されており、公式HPにも西蓮寺・當麻寺奥院・叡福寺・四天王寺・誓願寺のものには西山国師遺跡霊場札所であることが記載されている。白河の関の朱印所である白河神社の社務所には「西山国師遺跡十六霊場第一番札所」の表示があるなど、極めてマイナーだが忘れ去られてはいない霊場巡りと言える。なお、ガイドブックも長く1976年のものが売れ残っていたが、現在は絶版となっている。

## 霊場一覧
寺社名は専用納経帳の表記に合わせている。（ ）内は補足。
| 札所番号 | 注     | 寺社名                        | 宗派               | 所在地               | 補足                     |
| -------- | ------ | ----------------------------- | ------------------ | -------------------- | ------------------------ |
| 第一番   | 注1    | 白河の関 （朱印所は白河神社） | （神道）           | 福島県白河市         | 53歳の時弟子たちと通過   |
| 第二番   | 注2    | 光明寺                        | 浄土宗             | 東京都大田区         | 関東念仏弘通最初道場     |
| 客番     | □      | 鶴ヶ岡八幡宮                  | 神道               | 神奈川県鎌倉市       | 参籠時八幡大神出現地     |
| 第三番   | ☆      | 西蓮寺                        | 浄土宗             | 長野県小県郡長和町   | 西山国師善光寺参詣時修復 |
| 客番     | 注3・□ | 善光寺                        | 浄土宗・天台宗     | 長野県長野市         | 西山国師参詣地           |
| 第四番   | ☆      | 来迎寺                        | 浄土宗             | 新潟県上越市         | 西山国師開基             |
| 客番     | 注4・☆ | 法然寺                        | 浄土宗西山禅林寺派 | 石川県金沢市         | 西山国師開基             |
| 第五番   |        | 善恵寺                        | 西山浄土宗         | 岐阜県加茂郡八百津町 | 西山国師開基             |
| 第六番   |        | 円福寺                        | 浄土宗西山深草派   | 愛知県岡崎市         | 浄土宗西山深草派大本山   |
| 第七番   | ○      | 専念寺                        | 浄土真宗本願寺派   | 滋賀県大津市         | 西山国師灌頂地           |
| 客番     | 注5・◎ | 延暦寺文珠楼                  | 天台宗             | 滋賀県大津市         | 西山国師が再建援助       |
| 第八番   | ◎      | 禅林寺（永観堂）              | 浄土宗西山禅林寺派 | 京都府京都市左京区   | 浄土宗西山禅林寺派総本山 |
| 第九番   |        | 誓願寺                        | 浄土宗西山深草派   | 京都府京都市中京区   | 浄土宗西山深草派総本山   |
| 第十番   | ☆      | 南遣迎院                      | 浄土宗西山禅林寺派 | 京都府京都市東山区   | 西山国師臨終地           |
| 第十一番 | ☆      | 真宗院                        | 浄土宗西山深草派   | 京都府京都市伏見区   | 浄土宗西山深草派の由来地 |
| 第十二番 | □      | 三鈷寺                        | 西山宗本山         | 京都府京都市西京区   | 西山国師居住・荼毘地     |
| 第十三番 | 注6    | 光明寺                        | 西山浄土宗         | 京都府長岡京市       | 西山浄土宗総本山         |
| 第十四番 | ◎      | 當麻寺奥の院                  | 浄土宗             | 奈良県葛城市         | 當麻曼荼羅拝見地         |
| 第十五番 |        | 叡福寺                        | 真言宗系太子宗     | 大阪府南河内郡太子町 | 天台止観学習地           |
| 客番     | □      | 四天王寺                      | 和宗               | 大阪府大阪市天王寺区 | 不断念仏実施             |
| 第十六番 | ☆      | 浄橋寺                        | 西山浄土宗         | 兵庫県西宮市         | 西山国師開基             |

- 注1・「白河の関」は、その跡地に建つとされる白河神社の社務所が朱印所になっているが、神社の下の県道に面して建つ社務所は基本的には土・休日の10:30から15:30しか開かない。開くとされている日も、神社側の事情や天候などにより社務所が開かなかったり、開く時間帯が変わったりすることがあるので、必ず朱印帳に朱印を受けるためには、電話などで確認したほうが良い。を参考。なお、書き置きの朱印なら無人時でも用意されている。
- 注2・専用納経帳の住所が、古い地名である東京都大田区調布鵜ノ木町となっている。当然ながら調布市内ではない。
- 注3・善光寺自体は無宗派だが、実際には天台宗の大勧進と浄土宗の大本願によって運営されている。宗派表記は専用納経帳に合わせている。なお、善光寺本堂・大本願・大勧進のいずれの納経所でも、日本各地の霊場巡りの納経帳には「善光寺本堂」の朱印が押印されることになっている。同じ浄土系なので大本願を札所とする説もあるが、専用納経帳には「定額山善光寺」としか書かれていない。もちろん「善光寺大本願」の朱印を受けても間違いではない。
- 注4・金沢の法然寺は基本的に土休日のみ朱印の押印を行っている。
- 注5・延暦寺文珠楼は正しくは「文殊楼」と表記する。明らかな誤植であるが、ここでは専用納経帳の表記に合わせている。なお「文珠」の表記が正しい寺院もある。
- 注6・光明寺は、普段は拝観無料で無料駐車場もあるが、紅葉期のみ拝観料を要し、駐車場も有料となる。
- 注の欄に☆がある寺院は納経関係者が数人しかおらず、予め電話で確認をしていないと留守などで朱印の押印をしてもらえない可能性がある。また、○がある寺院は納経関係者が1人しかおらず、必ず電話確認が必要である。
- ◎は札所の堂、または納経所が有料拝観区域にあり、拝観料が必須の札所
- □は寺の一部に有料拝観区域があるものの、札所の堂および納経所は無料区域にある札所